# 制度
制度（英語：institution）或譯建制、定制，根據塞繆爾·P·亨廷頓 (Samuel P. Huntington) 的說法，是“穩定的、（於所在社群被認定為）蘊含價值的、反覆出現的行為模式。”制度可以指管理特定社群內一組個人行為的機制，並被確定為具有社會目的，透過調節支配生活行為的規則來超越個人和意圖。根據 Geoffrey M. Hodgson 的說法，稱制度是一種行為形式，是一種誤導；相反，他指出，制度是“構建社會互動的綜合規則系統”。
“制度”一詞經常適用於非正式制度，如習俗或對社會很重要的行為模式，也適用於由法律和習俗創建的特定正式制度，並在管理社會行為方面具有獨特的永久性。初級或元機構是諸如家庭之類的機構，其範圍足以涵蓋其他機構。
制度塑造、穩定和指導個人、團體和社區的社會行為和行動，從而使互動中的其他參與者可以預期結果。它通常被理解為固定的社會機構，例如政府當局、法院和學校等。然而，在社會學上，這種結構可以更準確地描述為制度化的社會組織。
今天常用的制度定義之一來自道格拉斯·諾斯（Douglass North），他將其描述為一個社會遊戲的正式和非正式規則，它決定了政治、經濟和社會互動的激勵結構。
制度是社會科學的主要研究對象，例如政治學、人類學、經濟學和社會學（社會學被艾彌爾·涂爾幹（Émile Durkheim）描述為“研究制度及其起源和功能的科學”）。制度也是法律的核心問題，是政治規則制定和執行的正式機制，也是歷史學者的議題之一。
制度、制度建設及其結構的影響是多樣而廣泛的。為此，如社區和國家發展和成功的現代解釋模型指出了長期、持續的制度框架條件的重要性，例如法律安全（低腐敗率、有效的法院、合同和登記安全）或公共安全等。
最終達成之協議和所做出之改變可能無法達成制度支持者期望之效果，甚至還可能產生其他意想不到之後果:28。

## 古典制度主義
以往對於制度的理解只侷限於組織而言，可是在現代的社會科學分析框架內，今已可指涉到社會上一些非組織形式的規則，如：憲法等。在六十年代，舊制度主義在學界非常流行，通常被用作分析政府、組織的實際運作，而這種分析是帶有價值判斷的，學者通過分析，希望找出一個好的制度。可是在六十年代末，建制的概念遭到實證論、理性選擇理論所質疑。

## 新制度主義
直至在八十年代，建制的概念在好幾位學者（如：Goodin）的改進底下，得以重新活用於社會科學的詮釋，被稱為新建制主義。新建制主義強調環境如何影響制度的改變，其理論主要對制度的概念作出以下革新：
1. 以往對制度的理解，只限於以組織作為分析單位；新制度主義則以規則作為建制的分析骨幹，故此便不限於以組織為單位了。
2. 重視非形式的因素，以往分析制度，只侷限於實質上的運作程序與規則，新制度主義則更注重建制內非形式因素對個體的影響，如某組織內群眾對領袖的崇拜，便是非形式因素之一。
3. 強調制度之間的差異性。
4. 以往帶有價值判斷，新制度主義則強調對建制內價值的批判。
5. 以往認為制度是獨立運作，新制度主義則認為制度間是唇齒相依，例如一個政府部門，便受到擔當議會角色的建制所監察。

有學者認為新制度主義將所有形式與非形式的規則都被列為分析框架，導致差不多所有因素都可以被列入這種分析框架以內，無法解釋現象的顯著性。

## 規範性制度主義
此派學者認為制度的形成是規範性價值影響的結果。不同的社會都會有不同的價值，這就會導致制度迥異，而制度亦會隨社會的變遷而變更。

## 理性選擇論
認為制度的規則，會影響個體如何最大化自己的利益。此派學者認為制度提供的環境，會令個人才採取不同的策略以最大化自身的利益，以達成目的為最終手段。而個體亦可以為了最大化自身的利益，而促使建制的改變，以求達至利益最大化的效果。

## 歷史制度主義
以歷史作為分析框架，認為制度的構成是歷史的產物，蘊含歷史性的權力分配。不同的歷史事件，會導致建制的改變。

## 政治經濟學
制度主義政治經濟學認為制度是社會財產關係與意識形態的循環供給系統。它基於整體的社會期待，形塑個體的行為模式。制度會因時空脈絡而經歷反覆變革，也可能因特定社會功能的穩定需求而長久延續，故個體行為模式高度乖張且基本無法預測。政府僅能觀察與參考制度所形塑之行為模式，製造符合社會趨勢的政策，使演變之新制度提供社會所需的社會功能。
制度主義經濟學研究與馬克思主義的經濟基礎和上層建築理論有部分重疊，主要區別於:制度主義政治經濟學著重於研究制度變革，與取樣社會學與社會心理學的行為理論作為支持。馬克思主義的經濟基礎和上層建築則著重於兩者間的辯證關係，而非制度產生之原由與後續影響。此外，制度主義政治經濟學將生產關係和公民社會視為制度的一部分，而不僅是受政治制度影響的經濟基礎。